# Teaoraereke
Teaoraereke è un’isola ed una località di Tarawa Sud, nella capitale delle Kiribati che fa parte del Teinainano Urban Council. Ha 6 073 abitanti nel 2020. È la terza città con più abitanti delle Kiribati dopo Betio e Bikenibeu. Vi si trova la cattedrale cattolica del Sacro Cuore, chiesa principale della diocesi di Tarawa e Nauru.